# 卡罗利娜·库哈尔奇克
卡罗利娜·库哈尔奇克（波蘭語：Karolina Kucharczyk，1991年4月24日—），波兰女子田径运动员。她曾代表波兰参加2012年、2016年和2020年夏季残疾人奥林匹克运动会田径比赛，获得二枚金牌和一枚银牌。